# Josefine Huber
Josefine Huber (født 19. februar 1996 i Wien, Østrig) er en østrigsk håndboldspiller, der spiller for tyske Thüringer HC i Handball-Bundesliga Frauen og Østrigs kvindehåndboldlandshold, som stregspiller.
Hun blev også udtaget til, landstræner Herbert Müllers udvalgte trup ved VM i kvindehåndbold 2021 i Spanien.